# European Nations Cup 2012-14
La European Nations Cup de la temporada 2012-14 fue la 40° temporada del segundo torneo en importancia de rugby en Europa, luego del Torneo de las Seis Naciones.

## División 1

### División 1A 2013
| Lugar | Selección | Partidos | Partidos | Partidos  | Partidos | Puntos  | Puntos    | Puntos | Tabla de puntos |
| Lugar | Selección | Jugados  | Ganados  | Empatados | Perdidos | A favor | En contra | dif.   | Tabla de puntos |
| ----- | --------- | -------- | -------- | --------- | -------- | ------- | --------- | ------ | --------------- |
| 1     | Georgia   | 5        | 4        | 1         | 0        | 135     | 61        | +74    | 19              |
| 2     | Rumania   | 5        | 4        | 1         | 0        | 114     | 65        | +49    | 19              |
| 3     | Rusia     | 5        | 3        | 0         | 2        | 110     | 116       | −6     | 14              |
| 4     | Portugal  | 5        | 1        | 1         | 3        | 75      | 96        | −21    | 7               |
| 5     | Bélgica   | 5        | 0        | 1         | 4        | 92      | 131       | −39    | 5               |
| 6     | España    | 5        | 0        | 2         | 3        | 72      | 129       | −57    | 5               |

| Bandera de Georgia |
| Campeón Georgia    |
| Sexto título       |

### División 1A 2014
| Lugar | Selección | Partidos | Partidos | Partidos  | Partidos | Puntos  | Puntos    | Puntos | Tabla de puntos |
| Lugar | Selección | Jugados  | Ganados  | Empatados | Perdidos | A favor | En contra | dif.   | Tabla de puntos |
| ----- | --------- | -------- | -------- | --------- | -------- | ------- | --------- | ------ | --------------- |
| 1     | Georgia   | 5        | 5        | 0         | 0        | 151     | 45        | +106   | 22              |
| 2     | Rumania   | 5        | 4        | 0         | 1        | 128     | 41        | +87    | 19              |
| 3     | Rusia     | 5        | 3        | 0         | 2        | 109     | 133       | −24    | 14              |
| 4     | España    | 5        | 2        | 0         | 3        | 87      | 114       | −27    | 10              |
| 5     | Portugal  | 5        | 1        | 0         | 4        | 70      | 126       | −56    | 5               |
| 6     | Bélgica   | 5        | 0        | 0         | 5        | 42      | 128       | −86    | 1               |

| Bandera de Georgia |
| Campeón Georgia    |
| Séptimo título     |

#### Temporada 2012-14
| Lugar | Selección | Partidos | Partidos | Partidos  | Partidos | Puntos  | Puntos    | Puntos | Puntos bonus | Tabla de puntos |
| Lugar | Selección | Jugados  | Ganados  | Empatados | Perdidos | A favor | En contra | dif.   | Puntos bonus | Tabla de puntos |
| ----- | --------- | -------- | -------- | --------- | -------- | ------- | --------- | ------ | ------------ | --------------- |
| 1     | Georgia   | 10       | 9        | 1         | 0        | 286     | 106       | +180   | 3            | 41              |
| 2     | Rumania   | 10       | 8        | 1         | 1        | 242     | 106       | +136   | 4            | 38              |
| 3     | Rusia     | 10       | 6        | 0         | 4        | 219     | 249       | −30    | 4            | 28              |
| 4     | España    | 10       | 2        | 2         | 6        | 159     | 243       | −84    | 3            | 15              |
| 5     | Portugal  | 10       | 2        | 1         | 7        | 145     | 222       | −77    | 2            | 12              |
| 6     | Bélgica   | 10       | 0        | 1         | 9        | 134     | 259       | −125   | 4            | 6               |

### División 1B 2012-13
| Lugar | Selección       | Partidos | Partidos | Partidos  | Partidos | Puntos  | Puntos    | Puntos | Puntos bonus | Tabla de puntos |
| Lugar | Selección       | Jugados  | Ganados  | Empatados | Perdidos | A favor | En contra | dif.   | Puntos bonus | Tabla de puntos |
| ----- | --------------- | -------- | -------- | --------- | -------- | ------- | --------- | ------ | ------------ | --------------- |
| 1     | Alemania        | 5        | 4        | 0         | 1        | 191     | 89        | +102   | 4            | 20              |
| 2     | Moldavia        | 5        | 3        | 0         | 2        | 119     | 136       | −17    | 3            | 15              |
| 3     | Polonia         | 5        | 3        | 0         | 2        | 95      | 71        | +24    | 1            | 13              |
| 4     | Suecia          | 5        | 3        | 0         | 2        | 122     | 130       | −8     | 1            | 13              |
| 5     | Ucrania         | 5        | 2        | 0         | 3        | 122     | 122       | 0      | 2            | 10              |
| 6     | República Checa | 5        | 0        | 0         | 5        | 56      | 157       | −101   | 1            | 1               |

### División 1B 2013-14
| Lugar | Selección       | Partidos | Partidos | Partidos  | Partidos | Puntos  | Puntos    | Puntos | Tabla de puntos |
| Lugar | Selección       | Jugados  | Ganados  | Empatados | Perdidos | A favor | En contra | dif.   | Tabla de puntos |
| ----- | --------------- | -------- | -------- | --------- | -------- | ------- | --------- | ------ | --------------- |
| 1     | Alemania        | 5        | 4        | 0         | 1        | 207     | 91        | +116   | 19              |
| 2     | Moldavia        | 5        | 4        | 0         | 1        | 148     | 92        | +56    | 19              |
| 3     | Ucrania         | 5        | 3        | 0         | 2        | 105     | 105       | 0      | 14              |
| 4     | República Checa | 5        | 2        | 0         | 3        | 86      | 153       | −67    | 10              |
| 5     | Polonia         | 5        | 2        | 0         | 3        | 113     | 112       | +1     | 9               |
| 6     | Suecia          | 5        | 0        | 0         | 5        | 71      | 177       | −106   | 1               |

#### División 1B 2012-14
| Lugar | Selección       | Partidos | Partidos | Partidos  | Partidos | Puntos  | Puntos    | Puntos | Tabla de puntos |
| Lugar | Selección       | Jugados  | Ganados  | Empatados | Perdidos | A favor | En contra | dif.   | Tabla de puntos |
| ----- | --------------- | -------- | -------- | --------- | -------- | ------- | --------- | ------ | --------------- |
| 1     | Alemania        | 10       | 8        | 0         | 2        | 398     | 180       | +218   | 39              |
| 2     | Moldavia        | 10       | 7        | 0         | 3        | 267     | 228       | +39    | 34              |
| 3     | Ucrania         | 10       | 5        | 0         | 5        | 227     | 227       | 0      | 24              |
| 4     | Polonia         | 10       | 5        | 0         | 5        | 208     | 183       | +25    | 22              |
| 5     | Suecia          | 10       | 3        | 0         | 7        | 193     | 307       | −114   | 14              |
| 6     | República Checa | 10       | 2        | 0         | 8        | 142     | 310       | −168   | 11              |

## División 2

### División 2A 2012-13
| Lugar | Selección    | Partidos | Partidos | Partidos  | Partidos | Puntos  | Puntos    | Puntos | Puntos bonus | Tabla de puntos |
| Lugar | Selección    | Jugados  | Ganados  | Empatados | Perdidos | A favor | En contra | dif.   | Puntos bonus | Tabla de puntos |
| ----- | ------------ | -------- | -------- | --------- | -------- | ------- | --------- | ------ | ------------ | --------------- |
| 1     | Países Bajos | 4        | 4        | 0         | 0        | 125     | 57        | +68    | 2            | 18              |
| 2     | Suiza        | 4        | 3        | 0         | 1        | 92      | 75        | +17    | 2            | 14              |
| 3     | Croacia      | 4        | 1        | 0         | 3        | 78      | 92        | −14    | 3            | 7               |
| 4     | Malta        | 4        | 1        | 0         | 3        | 73      | 104       | −31    | 1            | 5               |
| 5     | Lituania     | 4        | 1        | 0         | 3        | 69      | 109       | −40    | 0            | 4               |

### División 2A 2013-14
| Lugar | Selección    | Partidos | Partidos | Partidos  | Partidos | Puntos  | Puntos    | Puntos | Tabla de puntos |
| Lugar | Selección    | Jugados  | Ganados  | Empatados | Perdidos | A favor | En contra | dif.   | Tabla de puntos |
| ----- | ------------ | -------- | -------- | --------- | -------- | ------- | --------- | ------ | --------------- |
| 1     | Países Bajos | 4        | 3        | 1         | 0        | 132     | 68        | +64    | 17              |
| 2     | Malta        | 4        | 3        | 0         | 1        | 89      | 75        | +14    | 13              |
| 3     | Lituania     | 4        | 1        | 0         | 3        | 80      | 90        | −106   | 7               |
| 4     | Suiza        | 4        | 1        | 1         | 2        | 78      | 84        | −6     | 7               |
| 5     | Croacia      | 4        | 1        | 0         | 3        | 67      | 129       | −62    | 4               |

#### División 2A 2012-14
| Lugar | Selección    | Partidos | Partidos | Partidos  | Partidos | Puntos  | Puntos    | Puntos | Puntos bonus | Tabla de puntos |
| Lugar | Selección    | Jugados  | Ganados  | Empatados | Perdidos | A favor | En contra | dif.   | Puntos bonus | Tabla de puntos |
| ----- | ------------ | -------- | -------- | --------- | -------- | ------- | --------- | ------ | ------------ | --------------- |
| 1     | Países Bajos | 8        | 7        | 1         | 0        | 257     | 125       | +132   | 5            | 35              |
| 2     | Suiza        | 8        | 4        | 1         | 3        | 170     | 159       | +11    | 3            | 21              |
| 3     | Malta        | 8        | 4        | 0         | 4        | 162     | 179       | −17    | 2            | 18              |
| 4     | Croacia      | 8        | 2        | 0         | 6        | 145     | 221       | −76    | 3            | 11              |
| 5     | Lituania     | 8        | 2        | 0         | 6        | 149     | 199       | −50    | 3            | 11              |

### División 2B 2012-13
| Lugar | Selección | Partidos | Partidos | Partidos  | Partidos | Puntos  | Puntos    | Puntos | Puntos bonus | Tabla de puntos |
| Lugar | Selección | Jugados  | Ganados  | Empatados | Perdidos | A favor | En contra | dif.   | Puntos bonus | Tabla de puntos |
| ----- | --------- | -------- | -------- | --------- | -------- | ------- | --------- | ------ | ------------ | --------------- |
| 1     | Israel    | 4        | 4        | 0         | 0        | 137     | 45        | +92    | 3            | 19              |
| 2     | Letonia   | 4        | 2        | 0         | 2        | 85      | 82        | +3     | 3            | 11              |
| 3     | Dinamarca | 4        | 1        | 1         | 2        | 62      | 79        | −17    | 1            | 7               |
| 4     | Andorra   | 4        | 1        | 1         | 2        | 48      | 77        | −29    | 0            | 6               |
| 5     | Serbia    | 4        | 1        | 0         | 3        | 84      | 133       | −49    | 2            | 6               |

### División 2B 2013-14
| Lugar | Selección | Partidos | Partidos | Partidos  | Partidos | Puntos  | Puntos    | Puntos | Tabla de puntos |
| Lugar | Selección | Jugados  | Ganados  | Empatados | Perdidos | A favor | En contra | dif.   | Tabla de puntos |
| ----- | --------- | -------- | -------- | --------- | -------- | ------- | --------- | ------ | --------------- |
| 1     | Letonia   | 4        | 3        | 0         | 1        | 89      | 67        | +22    | 15              |
| 2     | Israel    | 4        | 3        | 0         | 1        | 75      | 64        | +11    | 14              |
| 3     | Andorra   | 4        | 3        | 0         | 1        | 83      | 63        | +20    | 14              |
| 4     | Dinamarca | 4        | 1        | 0         | 3        | 66      | 72        | −6     | 7               |
| 5     | Serbia    | 4        | 0        | 0         | 4        | 52      | 99        | −47    | 0               |

#### División 2B 2012-14
| Lugar | Selección | Partidos | Partidos | Partidos  | Partidos | Puntos  | Puntos    | Puntos | Puntos bonus | Tabla de puntos |
| Lugar | Selección | Jugados  | Ganados  | Empatados | Perdidos | A favor | En contra | dif.   | Puntos bonus | Tabla de puntos |
| ----- | --------- | -------- | -------- | --------- | -------- | ------- | --------- | ------ | ------------ | --------------- |
| 1     | Israel    | 8        | 7        | 0         | 1        | 212     | 109       | +103   | 5            | 33              |
| 2     | Letonia   | 8        | 5        | 0         | 3        | 174     | 149       | +25    | 6            | 26              |
| 3     | Andorra   | 8        | 4        | 1         | 3        | 131     | 140       | −9     | 2            | 20              |
| 4     | Dinamarca | 8        | 2        | 1         | 5        | 128     | 151       | −23    | 3            | 14              |
| 5     | Serbia    | 8        | 1        | 0         | 7        | 136     | 232       | −96    | 2            | 6               |

### División 2C 2012-13
| Lugar | Selección | Partidos | Partidos | Partidos  | Partidos | Puntos  | Puntos    | Puntos | Tabla de puntos |
| Lugar | Selección | Jugados  | Ganados  | Empatados | Perdidos | A favor | En contra | dif.   | Tabla de puntos |
| ----- | --------- | -------- | -------- | --------- | -------- | ------- | --------- | ------ | --------------- |
| 1     | Chipre    | 4        | 4        | 0         | 0        | 198     | 53        | +145   | 19              |
| 2     | Eslovenia | 4        | 2        | 0         | 2        | 52      | 96        | −44    | 10              |
| 3     | Hungría   | 4        | 2        | 0         | 2        | 61      | 57        | +4     | 10              |
| 4     | Bulgaria  | 4        | 2        | 0         | 2        | 65      | 128       | −63    | 9               |
| 5     | Austria   | 4        | 0        | 0         | 4        | 57      | 99        | −42    | 3               |

### División 2C 2013-14
| Lugar | Selección | Partidos | Partidos | Partidos  | Partidos | Puntos  | Puntos    | Puntos | Tabla de puntos |
| Lugar | Selección | Jugados  | Ganados  | Empatados | Perdidos | A favor | En contra | dif.   | Tabla de puntos |
| ----- | --------- | -------- | -------- | --------- | -------- | ------- | --------- | ------ | --------------- |
| 1     | Chipre    | 4        | 4        | 0         | 0        | 148     | 39        | +109   | 19              |
| 2     | Hungría   | 4        | 3        | 0         | 1        | 138     | 66        | +72    | 14              |
| 3     | Austria   | 4        | 2        | 0         | 2        | 98      | 67        | +31    | 9               |
| 4     | Eslovenia | 4        | 1        | 0         | 3        | 57      | 106       | −49    | 5               |
| 5     | Bulgaria  | 4        | 0        | 0         | 4        | 51      | 214       | −163   | 0               |

#### División 2C 2012-14
| Lugar | Selección | Partidos | Partidos | Partidos  | Partidos | Puntos  | Puntos    | Puntos | Tabla de puntos |
| Lugar | Selección | Jugados  | Ganados  | Empatados | Perdidos | A favor | En contra | dif.   | Tabla de puntos |
| ----- | --------- | -------- | -------- | --------- | -------- | ------- | --------- | ------ | --------------- |
| 1     | Chipre    | 8        | 8        | 0         | 0        | 346     | 92        | +254   | 38              |
| 2     | Hungría   | 8        | 5        | 0         | 3        | 176     | 111       | +65    | 24              |
| 3     | Eslovenia | 8        | 3        | 0         | 5        | 109     | 194       | −93    | 15              |
| 4     | Austria   | 8        | 2        | 0         | 6        | 143     | 143       | 0      | 12              |
| 5     | Bulgaria  | 8        | 2        | 0         | 6        | 116     | 342       | −169   | 9               |

### División 2D 2012-13
| Lugar | Selección            | Partidos | Partidos | Partidos  | Partidos | Puntos  | Puntos    | Puntos | Puntos bonus | Tabla de puntos |
| Lugar | Selección            | Jugados  | Ganados  | Empatados | Perdidos | A favor | En contra | dif.   | Puntos bonus | Tabla de puntos |
| ----- | -------------------- | -------- | -------- | --------- | -------- | ------- | --------- | ------ | ------------ | --------------- |
| 1     | Luxemburgo           | 4        | 3        | 0         | 1        | 74      | 62        | +12    | 0            | 12              |
| 2     | Noruega              | 4        | 2        | 0         | 2        | 65      | 48        | +17    | 3            | 11              |
| 3     | Bosnia y Herzegovina | 4        | 2        | 0         | 2        | 78      | 71        | +7     | 2            | 10              |
| 4     | Grecia               | 4        | 2        | 0         | 2        | 61      | 64        | −3     | 1            | 9               |
| 5     | Finlandia            | 4        | 1        | 0         | 3        | 45      | 78        | −33    | 2            | 6               |

### División 2D 2013-14
| Lugar | Selección            | Partidos | Partidos | Partidos  | Partidos | Puntos  | Puntos    | Puntos | Tabla de puntos |
| Lugar | Selección            | Jugados  | Ganados  | Empatados | Perdidos | A favor | En contra | dif.   | Tabla de puntos |
| ----- | -------------------- | -------- | -------- | --------- | -------- | ------- | --------- | ------ | --------------- |
| 1     | Luxemburgo           | 4        | 3        | 0         | 1        | 100     | 46        | +54    | 13              |
| 2     | Bosnia y Herzegovina | 4        | 2        | 0         | 2        | 109     | 61        | +48    | 11              |
| 3     | Noruega              | 4        | 2        | 0         | 2        | 76      | 87        | −11    | 10              |
| 4     | Finlandia            | 4        | 2        | 0         | 2        | 83      | 96        | −13    | 10              |
| 5     | Grecia               | 4        | 1        | 0         | 3        | 71      | 149       | −78    | 4               |

#### División 2D 2012-14
| Lugar | Selección            | Partidos | Partidos | Partidos  | Partidos | Puntos  | Puntos    | Puntos | Puntos bonus | Tabla de puntos |
| Lugar | Selección            | Jugados  | Ganados  | Empatados | Perdidos | A favor | En contra | dif.   | Puntos bonus | Tabla de puntos |
| ----- | -------------------- | -------- | -------- | --------- | -------- | ------- | --------- | ------ | ------------ | --------------- |
| 1     | Luxemburgo           | 8        | 6        | 0         | 2        | 174     | 107       | +67    | 1            | 25              |
| 2     | Bosnia y Herzegovina | 8        | 4        | 0         | 4        | 187     | 132       | +55    | 5            | 21              |
| 3     | Noruega              | 8        | 4        | 0         | 4        | 141     | 135       | +6     | 5            | 21              |
| 4     | Finlandia            | 8        | 3        | 0         | 5        | 128     | 174       | −46    | 4            | 16              |
| 5     | Grecia               | 8        | 3        | 0         | 5        | 132     | 215       | −81    | 1            | 13              |

## División 3

### División 3A 2012-13
| Lugar | Selección  | Partidos | Partidos | Partidos  | Partidos | Puntos  | Puntos    | Puntos | Tabla de puntos |
| Lugar | Selección  | Jugados  | Ganados  | Empatados | Perdidos | A favor | En contra | dif.   | Tabla de puntos |
| ----- | ---------- | -------- | -------- | --------- | -------- | ------- | --------- | ------ | --------------- |
| 1     | Turquía    | 2        | 2        | 0         | 0        | 87      | 9         | +78    | 10              |
| 2     | Eslovaquia | 2        | 1        | 0         | 1        | 31      | 50        | −19    | 4               |
| 3     | Azerbaiyán | 2        | 0        | 0         | 2        | 19      | 78        | −59    | 0               |

### División 3A 2013-14
| Lugar | Selección  | Partidos | Partidos | Partidos  | Partidos | Puntos  | Puntos    | Puntos | Tabla de puntos |
| Lugar | Selección  | Jugados  | Ganados  | Empatados | Perdidos | A favor | En contra | dif.   | Tabla de puntos |
| ----- | ---------- | -------- | -------- | --------- | -------- | ------- | --------- | ------ | --------------- |
| 1     | Turquía    | 2        | 2        | 0         | 0        | 86      | 6         | +80    | 10              |
| 2     | Eslovaquia | 2        | 1        | 0         | 1        | 21      | 65        | −44    | 5               |
| 3     | Azerbaiyán | 2        | 0        | 0         | 2        | 13      | 49        | −36    | 0               |

#### División 3A 2012-14
| Lugar | Selección  | Partidos | Partidos | Partidos  | Partidos | Puntos  | Puntos    | Puntos | Tabla de puntos |
| Lugar | Selección  | Jugados  | Ganados  | Empatados | Perdidos | A favor | En contra | dif.   | Tabla de puntos |
| ----- | ---------- | -------- | -------- | --------- | -------- | ------- | --------- | ------ | --------------- |
| 1     | Turquía    | 4        | 4        | 0         | 0        | 173     | 15        | +158   | 20              |
| 2     | Eslovaquia | 4        | 2        | 0         | 2        | 52      | 115       | −63    | 10              |
| 3     | Azerbaiyán | 4        | 0        | 0         | 4        | 32      | 127       | −95    | 0               |